# Casa Museo Cnel. Gregorio Méndez Magaña
La Casa Museo del Coronel Gregorio Méndez Magaña se localiza en la ciudad de Jalpa de Méndez, estado de Tabasco, México, en la casa en donde nació el 27 de marzo de 1836 el "Benemérito de Tabasco" y héroe de la lucha contra la intervención francesa en el estado.

## El edificio
La casa en la que se localiza el museo es una construcción típica tabasqueña de principios del siglo XIX. El edificio cuenta con cuatro puertas y dos ventanas de madera de cedro, y techo de teja de barro francesa. Su fachada es austera ya que solo cuenta con dos columnas en ambos extremos y como únicos adornos tiene marcos de mampostería que rodean individualmente las puertas y ventanas.
En su interior cuenta con 7 espacios y un pequeño patio trasero. Los espacios son igualmente austeros en su decorado, ya que solo tienen paredes de mampostería simple y puertas de madera. El techo es de vigas de madera y el piso está hecho de ladrillos.
Los primeros tres espacios están al frente de la casa, detrás de ellos se localizan otros 3 espacios, mientras que detrás del espacio seis se localiza el espacio 7, y después de este se localiza un pequeño patio.
La casa museo después de pertenecer a la familia Méndez fue propiedad de otras familias de Jalpa de Méndez, destinándole distintos usos como casa habitación, comercio en algunos casos y escuela pública. Desde el año de 1984 por decreto del Congreso del Estado, fue destinada y acondicionada como la Casa Museo Coronel Gregorio Méndez Magaña.

## El museo
La casa museo fue inaugurada el 27 de febrero de 1984 y en ella se muestran algunas pertencias y documentos del héroe de la batalla del Jahuactal el 1 de noviembre de 1863 cuya trascendencia culminó cuatro meses después con la rendición y expulsión de los franceses el 27 de febrero de 1864.
Este recinto consta de seis pequeñas salas donde se exhiben el acervo y museografía que fueron supervisadas por el Instituto Nacional de Antropología e Historia (INAH), así como piezas arqueológicas y artesanías propias del municipio. Además también contiene otro espacio que es usado para la dirección del museo.

### Sala 1
En esta sala se exhibe un mural elaborado con pellón que a la letra dice "Vida y obra del Coronel Gregorio Méndez Magaña", también se exhiben en una vitrina dos banderas tomadas al ejército invasor francés y una bandera mexicana que utilizaron como símbolo en la Batalla del 27 de febrero de 1864, así como una réplica en miniatura del monumento conocido como El Caballito dedicado a Gregorio Méndez que hoy se encuentra en el cruce de las avenidas Méndez y 27 de Febrero en la ciudad de Villahermosa, esta pieza fue donada al museo por el exgobernador Manuel Gurría Ordóñez en marzo de 1994.
También se localizan en esta sala una vitrina que contiene un busto de bronce del coronel Gregorio Méndez, así como una réplica en miniatura del monumento de don Gregorio Méndez ubicado en el Paseo de la Reforma en la Ciudad de México. Así como dos cuadros pequeños uno de una imagen antigua de la iglesia de Jalpa de Méndez y otro un dibujo de la imagen del coronel Méndez.

### Sala 2
En la sala 2 se localiza la recepción del museo, además se exhibe el decreto del general Abraham Bandala Patiño donde se agrega el apellido "Méndez" a la Villa de Jalpa para que desde ese momento se denomine Jalpa de Méndez. También se exhiben en esta sala dos cartas escritas por el coronel y enviadas al Presidente de la república don Benito Juárez García con fecha 18 de octubre de 1867, así como un busto elaborado en resina donada por el arquitecto tabasqueño Ventura Marín Azcuaga, también se muestran un mural al óleo, un retrato de Gregorio Méndez y una placa en bronce dedicada al Coronel por el expresidente municipal Jorge Boettiger en el trienio 1940-1942.

### Sala 3
En la sala 3 se encuentran piezas que pertenecieron al Museo Nacional de Historia y que fueron donados a la casa museo, un cañón de acero, un florero de porcelana de origen francés del siglo XIX, una carabina, sable y espada de acero grabado, una fotografía del barco llamado el "Guaraguao" en el cual llegaron los franceses a San Juan Bautista hoy Villahermosa. También en esta sala se encuentran cuadros con recortes de periódicos que hablan del exgobernador de Tabasco Tomás Garrido Canabal.

### Sala 4
En la sala 4 se recrea la habitación donde naciera el Coronel Gregorio Méndez Magaña con muebles pertenecientes a la familia del héroe tabasqueño. Aquí se exhibe su cama, cuadros, una fotografía, así como diversos obletos personales del Coronel Gregorio Méndez.

### Sala 5
En la sala 5 se puede apreciar un cuadro que muestra el plano de la Batalla del Jahuactal, también se encuentra un fierro de herrar ganado con las iniciales GM, una carabina, una pistola y una espada propiedad del coronel, entre otros objetos. También se muestran en una vitrina, algunos objetos personales de doña Petrona Pérez, esposa del coronel Gregorio Méndez.

### Sala 6
En esta sala número 6 se exhiben artesanías originales típicas del municipio, tales como una colección de jícaras labradas con fotografías de diferentes héroes, así como artesanías labradas en hueso, coroso, madera y joloche, también se puede apreciar unas piezas arqueológicas elaboradas por las culturas prehispánicas como los olmecas, chichimecas, aztecas, tepanecas y chontales.

### Sala 7
Es el espacio más pequeño, aquí se localiza la oficina de la dirección del museo.